# Pauliku
Koordinaten: 59° 21′ N, 27° 23′ O
Pauliku ist ein Dorf (estnisch küla) in der Landgemeinde Jõhvi (Jõhvi vald). Es liegt im Kreis Ida-Viru (Ost-Wierland) im Nordosten Estlands.
Das Dorf hat 72 Einwohner (Stand 1. Januar 2012).